# Jan Kiesser
Jan E. Kiesser (* in Winnipeg, Kanada) ist ein kanadischer Kameramann.

## Leben
Jan Kiesser wurde in Kanada geboren. Im Alter von fünf Jahren zog seine Familie nach Los Angeles. Er diente bei der United States Army, wo er in Deutschland stationiert war. Anschließend studierte er an der UCLA. Als Kameramann arbeitet er seit 1970. Mit Filmen wie Choose Me – Sag ja, Einmal Hölle und zurück und Nur der Tod ist umsonst debütierte Kiesser 1984 als Kameramann für einen Langspielfilm. Seitdem er 1994 wieder zurück nach Kanada zog, arbeitete er sowohl beim kanadischen als auch beim US-amerikanischen Film. Sein Schaffen umfasst mehr als 50 Film- und Fernsehproduktionen.

## Filmografie (Auswahl)
- 1984: Choose Me – Sag Ja (Choose Me)
- 1984: Einmal Hölle und zurück (Purple Hearts)
- 1984: Nur der Tod ist umsonst (The River Rat)
- 1985: Die rabenschwarze Nacht – Fright Night (Fright Night)
- 1987: Ist sie nicht wunderbar? (Some Kind of Wonderful)
- 1987: Made in Heaven
- 1988: Süchtig (Clean and Sober)
- 1989: Dad
- 1991: V.I. Warshawski – Detektiv in Seidenstrümpfen (V.I. Warshawski)
- 1994: Mrs. Parker und ihr lasterhafter Kreis (Mrs. Parker and the Vicious Circle)
- 1995: Captain Zoom (The Adventures of Captain Zoom in Outer Space)
- 1995: Georgia
- 1996: Bad Moon
- 1997: Mörderjagd – Eine Frau schlägt zu (Murder in My Mind)
- 1997: Schwiegermutter – Du zerstörst meine Familie (The Perfect Mother)
- 1998: Baby Blues (The Baby Dance)
- 1998: Ein endloser Albtraum (Nightmare Street)
- 2000: Dr. T and the Women
- 2002: Von Tür zu Tür (Door to Door)
- 2005: Beowulf & Grendel
- 2005: Kifferwahn (Reefer Madness)
- 2009: Frozen – Etwas hat überlebt (The Thaw)
- 2009: Scooby-Doo! Das Abenteuer beginnt (Scooby-Doo! The Mystery Begins)
- 2012: A Christmas Story 2
- 2014: Jack Parker – Nicht schwindelfrei (Pants on Fire)
- 2015: Frozen Money (Numb)
- 2017: Max – Agent auf vier Pfoten (Max 2: White House Hero)